# Hr. Ms. Piet Hein (1927)
Lo Hr. Ms. Piet Hein fu un cacciatorpediniere della Koninklijke Marine olandese, entrato in servizio nel gennaio 1929 come parte della classe Admiralen.
Attivo durante la seconda guerra mondiale, il cacciatorpediniere prestò servizio sul fronte del Pacifico combattendo durante la campagna delle Indie orientali olandesi, per finire affondato il 19 febbraio 1942 dal tiro di unità navali giapponesi nel corso della battaglia dello Stretto di Badung.

## Storia

### Periodo interbellico
Impostata nei cantieri della Burgerhout's Scheepswerf en Machinefabriek di Rotterdam il 16 agosto 1925, la nave venne varata il 30 giugno 1927 con il nome di Hr. Ms. Piet Hein in onore di Piet Pieterszoon Hein, ammiraglio olandese del XVII secolo; la nave entrò poi ufficialmente in servizio il 25 gennaio 1929.
Come tutte le altre unità della sua classe, il Piet Hein fu destinato al presidio dei possedimenti coloniali dei Paesi Bassi, in particolare con riguardo alla vasta colonia delle Indie orientali olandesi. Qui la nave fu impegnata anche in visite diplomatiche presso altri porti della regione: nel novembre 1936 il Piet Hein scortò con altri due cacciatorpediniere gli incrociatori Hr. Ms. Sumatra e Hr. Ms. Java in una visita a Singapore, per poi intraprendere manovre di addestramento nel Mar Cinese Meridionale. Il 13 ottobre 1938, durante manovre nello stretto della Sonda, il Piet Hein riportò alcuni danni dopo essere entrato in collisione con l'incrociatore Java.

### La seconda guerra mondiale

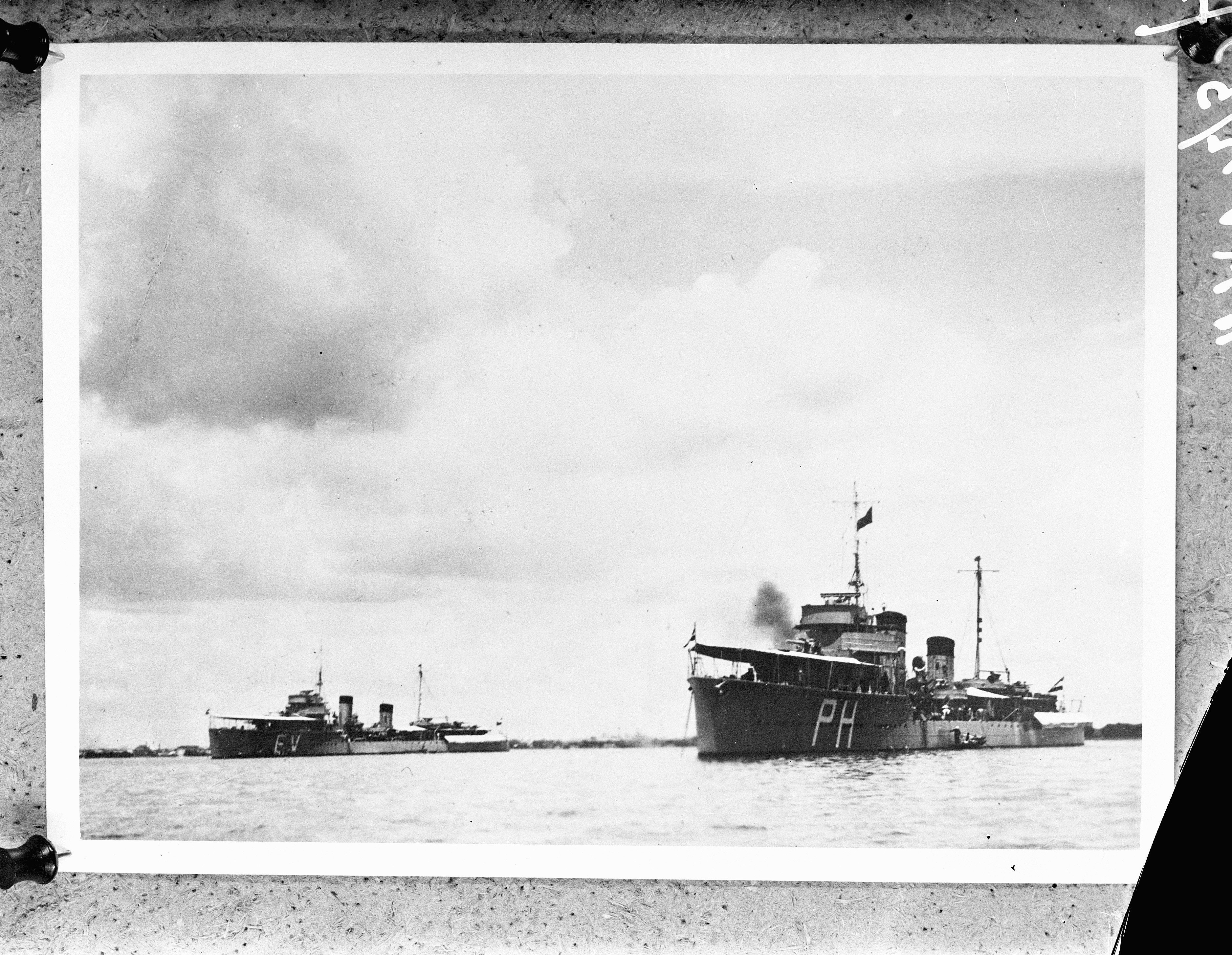
Il Piet Hein (sulla destra) ancorato a fianco del gemello

Il Piet Hein rimase dislocato nelle Indie orientali anche dopo l'avvio dell'invasione tedesca dei Paesi Bassi nel maggio 1940, fatto che trascinò il paese nella seconda guerra mondiale. La situazione bellica nelle Indie olandesi rimase priva di eventi di rilievo fino al dicembre 1941, quando l'Impero giapponese dichiarò guerra a Stati Uniti d'America, Regno Unito e Paesi Bassi avviando contestualmente le prime mosse per invadere i possedimenti olandesi nel Sud-est asiatico. Tra l'11 e il 22 dicembre il Piet Hein, in squadra con l'incrociatore Hr. Ms. Tromp e il cacciatorpediniere Hr. Ms. Banckert, pattugliò il Mar di Giava e le coste meridionali del Borneo dopo segnalazioni, poi rivelatesi infondate, di movimenti navali giapponesi nella zona; tra il 26 e il 29 dicembre, invece, il cacciatorpediniere scortò gli incrociatori Tromp e Hr. Ms. De Ruyter nel loro trasferimento lungo la costa meridionale di Giava dalla base di Surabaya a quella di Batavia.
Assegnato alle forze navali del neo-costituito comando inter-alleato dell'American-British-Dutch-Australian Command (ABDA Command), dall'inizio del 1942 il Piet Hein fu quindi impegnato nella scorta dei convogli di rifornimento in arrivo nelle Indie orientali attraverso l'oceano Indiano: tra il 1º e il 2 gennaio 1942 coprì l'arrivo a Singapore del convoglio BM 9A salpato da Bombay, mentre tra il 4 e il 7 gennaio fornì protezione al convoglio BM 9B lungo la medesima rotta; tra il 10 e il 12 gennaio invece il Piet Hein scortò nel tratto finale il vasto convoglio DM 1, salpato da Durban e diretto a Singapore, mentre il 22 gennaio si aggregò alla scorta del convoglio BM 10 in arrivo da Bombay accompagnandolo a Singapore il 25 gennaio seguente. Di rientro a Batavia dopo questa missione, il 27 gennaio il Piet Hein, in squadra con il Tromp e il Banckert, ricevette l'ordine di dirigere a tutta forza verso lo Stretto di Karimata dopo rapporti che riferivano della presenza di un convoglio giapponese nella zona; la missione fu tuttavia annullata, e le unità olandesi diressero per Surabaja dove arrivarono il 28 gennaio.
Nelle prime ore del 4 febbraio il Piet Hein fu aggregato a una forza navale congiunta olandese-statunitense forte di quattro incrociatori e altri sei cacciatorpediniere, salpata da Surabaja agli ordini del schout-bij-nacht (retroammiraglio) olandese Karel Doorman per compiere un'incursione mordi-e-fuggi nello Stretto di Makasar alla ricerca di navi giapponesi; la formazione fu avvistata da velivoli giapponesi quella stessa mattina, e fatta quindi oggetto di ripetuti attacchi aerei: la battaglia dello Stretto di Makassar si concluse quindi con una ritirata delle forze di Doorman, dopo che due incrociatori alleati ebbero riportato danni negli attacchi aerei. Dopo una sosta a Tjilatjap, il Piet Hein salpò il 14 febbraio 1942 da Oosthaven su Sumatra come parte di una formazione alleata forte di cinque incrociatori e dieci cacciatorpediniere, diretta a compiere un'incursione nello Stretto di Gaspar dove era stata segnalata la presenza di un convoglio giapponese contenente truppe d'invasione dirette a Palembang; senza aver incontrato navi nemiche, la formazione rientrò alla base nel pomeriggio del 15 febbraio dopo essere stata attaccata senza danni da formazioni di velivoli nipponici.

### L'affondamento

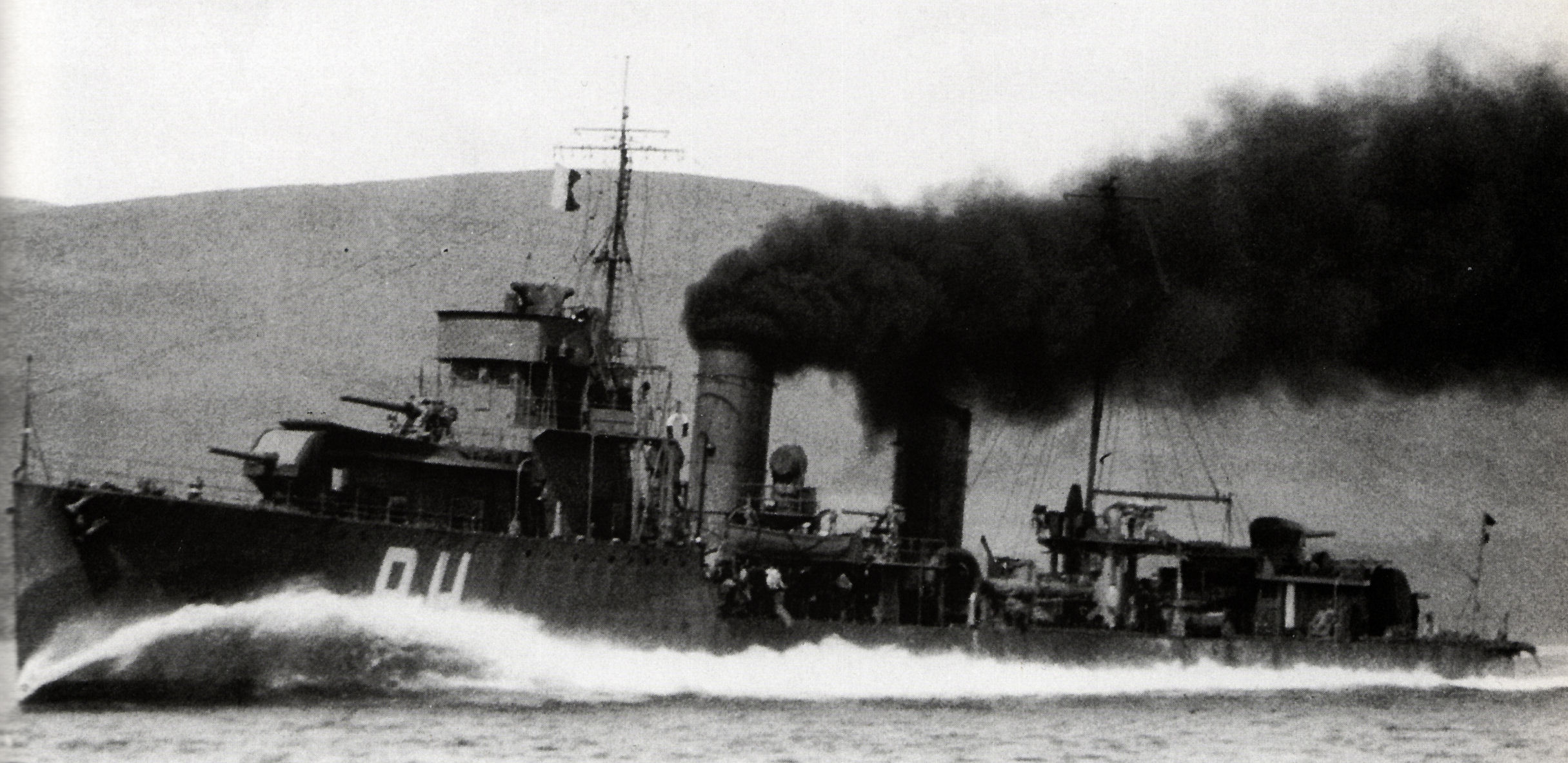
L'unità ritratta durante una manovra ad alta velocità negli anni 1930

Dopo notizie circa lo sbarco di truppe giapponesi a Bali nelle prime ore del 19 febbraio, l'ammiraglio Doorman coordinò un'uscita delle forze navali dell'ABDA Command nella notte tra il 19 e il 20 febbraio per intercettare la flotta d'invasione nemica segnalata nelle acque dello Stretto di Badung; il Piet Hein fu aggregato al primo dei tre scaglioni in cui erano suddivise le unità di Doorman, formazione comprendente gli incrociatori De Ruyter e Java e i cacciatorpediniere statunitensi USS John D. Ford e USS Pope. La formazione, guidata dallo stesso Doorman a bordo del De Ruyter, giunse in vista dell'estremità meridionale di Bali alle 21:30 del 19 febbraio, muovendo quindi alla velocità di 27 nodi verso nord attraverso lo Stretto di Badung; alle 22:30 la formazione incappò nelle unità giapponesi (quattro cacciatorpediniere di scorta a due navi da trasporto), aprendo il fuoco con l'artiglieria di bordo. Il Piet Hein, che si trovava al centro della linea alleata preceduto dai due incrociatori e seguito dai due cacciatorpediniere statunitensi, si unì al fuoco sparando con i suoi cannoni e lanciando alcuni siluri verso i trasporti nemici, senza tuttavia ottenere centri.
Mentre i due incrociatori di Doorman sfilavano via verso nord, il Piet Hein invertì la rotta con una virata sulla dritta per tentare un altro attacco, coprendosi con una cortina fumogena; il fumo fu però d'intralcio ai due cacciatorpediniere statunitensi che lo seguivano, che persero il contatto con i giapponesi. L'unità olandese si ritrovò quindi ad essere bersagliata tanto dai due cacciatorpediniere giapponesi Asashio e Oshio quanto dal Ford e dal Pope, i quali aprirono il fuoco sul Piet Hein scambiandolo per un'unità nemica. Intorno alle 23:00 il Piet Hein fu quindi raggiunto in rapida successione da diversi colpi d'artiglieria, i quali distrussero la piattaforma del proiettore da ricerca e tranciarono la condotta principale del vapore nella sala macchine di poppa, lasciando l'unità immobile nell'acqua. Il cacciatorpediniere riuscì a ripristinare parte del sistema propulsivo, ma in preda alle fiamme rappresentava ormai un bersaglio evidente e lo Asashio e lo Oshio serrarono le distanze per finirlo: illuminato dai proiettori giapponesi, il Piet Hein fu fatto oggetto del lancio di nove siluri e, una volta centrato, si rovesciò sulla sinistra e affondò rapidamente intorno alle 23:15. I cacciatorpediniere giapponesi sfilarono lungo lo scafo in affondamento mitragliando i marinai olandesi che tentavano di abbandonarlo: in totale, si contarono 64 caduti tra l'equipaggio. Il comandante del Piet Hein,  luitenant ter zee 1ste klasse Jan Marie Lodewijk Ignatius Chompff, sopravvisse all'affondamento ma morì a Surabaja il 24 febbraio seguente per le ferite riportate nello scontro.